# Jean-Baptiste Sanson de Pongerville
Pour les articles homonymes, voir Sanson.
Jean-Baptiste Antoine Aimé Sanson de Pongerville, né le 3 mars 1782[réf. nécessaire] à Abbeville et mort le 22 janvier 1870 à Paris 6e, est un traducteur, conservateur et poète français.

## Biographie
Fils d’un magistrat du comté de Ponthieu, les premiers vers de Sanson de Pongerville ont plu à Miilevoye. Il avait dix-huit ans lorsque son père luis a mis entre ses mains un exemplaire du De rerum natura, de Lucrèce. Pris de passion pour le grand poète latin, il s’est mit à en traduire des fragments. François Raynouard, à qui il avait envoyé la traduction du cinquième chant lui a répondu : « Votre travail m’a surpris, lui écrivit-il ; venez à Paris, le succès vous y attend. »
Monté à Paris, il s'est fait connaitre surtout pour ses traductions en vers de Lucrèce, poète dont les doctrines matérialistes étaient pourtant fort peu en honneur à l’époque de réaction religieuse et morale de la Restauration. La foule d’inexactitudes et d’infidélités plus ou moins voulues de cette traduction renferme s’explique par la tentative de justifier les accusations d’impiété dirigées contre ce poète en le décrivant moins comme un apologiste de l’athéisme que comme un ennemi du paganisme expirant. Pongerville a néanmoins été admis à présenter cette élégante et harmonieuse traduction, qui lui avait demandé dix années de travail, parue en 1823, au roi Louis XVIII, qui venait cependant de faire retrancher le De rerum natura de la collection latine publiée sous ses auspices par Éloi Lemaire. Quelques années plus tard, il a publié la traduction de Lucrèce, cette fois en prose, dans la Bibliothèque latine-française de Panckoucke.
La célébrité littéraire de Pongerville se fonde essentiellement sur les deux traductions de Lucrèce, qu’il a cherché à soutenir et à prolonger par de nouvelles traductions d’Ovide, de Virgile et de Milton d’ordre secondaire. Lui-même a produit quelques épitres ou discours en vers de facture classique : Aux Belges (1832), Au roi de Bavière (1834), Au menuisier-poëte de Fontainebleau (1839), À une Femme poëte (1810), À M. Ingres (1849).
En avril 1830, après trois échecs successifs, il a été élu au fauteuil 31 de l’Académie française, en remplacement de Gérard de Lally-Tollendal. Entré à la bibliothèque Sainte-Geneviève en 1846, il est passé à la bibliothèque Impériale, en qualité de conservateur, en 1851. ll présidait la commission du colportage au ministère de l’Intérieur, et s’était vu décerner la croix de commandeur de la Légion d'honneur.
Pongerville a été maire de Neuilly-l'Hôpital, où son père avait possédé un château, de 1807 à 1828, puis de Nanterre de 1832 à 1839. Il a été élu conseiller général du département de la Seine pour le canton de Courbevoie en 1860.

## Principaux ouvrages
- De la Nature des choses, poème de Lucrèce traduit en vers français, 1823.
- Amours mythologiques, traduits des Métamorphoses d'Ovide, 1827.
- De la Nature des choses, traduit en prose, 2 vol., 1829-1832.
- Le Paradis perdu de Milton, traduction française en regard, 1838.
- Le Paradis perdu de Milton, chants I et II et chant XI depuis le vers 133 jusqu'au vers 375, suivi de l'Essai sur l'homme de Pope, nouvelle édition accompagnée de notes philologiques et d'aperçus critiques, 1841.
- L'Énéide de Virgile, traduction nouvelle, suivie des Bucoliques et des Géorgiques, 1843.
- Poésies de Millevoye, 1851.